# Let Yourself Go
«Let Yourself Go» (англ. раскрепостись) — песня американской панк-рок группы Green Day, третий сингл с девятого студийного альбома ¡Uno!, выпущенный 5 сентября 2012 года. Песня была записана в студии Jingletown.

## Видео
1 августа 2012 было добавлено видео с концертного выступления 17 ноября 2011.

## Чарты
| Чарты (2012)                         | Макс позиция |
| ------------------------------------ | ------------ |
| Австралия (ARIA)                     | 121          |
| Нидерланды (Single Top 100)          | 99           |
| Южная Корея (Gaon Chart)             | 24           |
| UK Singles (Official Charts Company) | 193          |
| UK Rock (Official Charts Company)    | 2            |
| US Rock Songs (Billboard)            | 29           |
| US Alternative Songs (Billboard)     | 21           |